# Podział administracyjny Kościoła prawosławnego w Polsce
Jednostki administracyjne Kościoła prawosławnego w Polsce:
- metropolia (prowincja) – 1
  - diecezje – 8
    - dekanaty – 28
      - parafie – 278

## Podział administracyjnyKościoła prawosławnego w Polsce

Podział administracyjny Kościoła prawosławnego w Polsce

- Metropolia warszawska i całej Polski
  - Diecezja białostocko-gdańska
  - Diecezja lubelsko-chełmska
  - Diecezja łódzko-poznańska
  - Diecezja przemysko-gorlicka
  - Diecezja warszawsko-bielska – metropolitalna
  - Diecezja wrocławsko-szczecińska
  - Prawosławny Ordynariat Wojska Polskiego
  - Diecezja Rio de Janeiro i Olinda-Recife